# Dicladocerus nearcticus
Dicladocerus nearcticus är en stekelart som beskrevs av Yoshimoto 1976. Dicladocerus nearcticus ingår i släktet Dicladocerus och familjen finglanssteklar. Inga underarter finns listade i Catalogue of Life.